# Eurymerodesmus impurus
Eurymerodesmus impurus är en mångfotingart som först beskrevs av Charles Thorold Wood 1867.  Eurymerodesmus impurus ingår i släktet Eurymerodesmus och familjen Eurymerodesmidae. Inga underarter finns listade i Catalogue of Life.